# Philip Bourke Marston

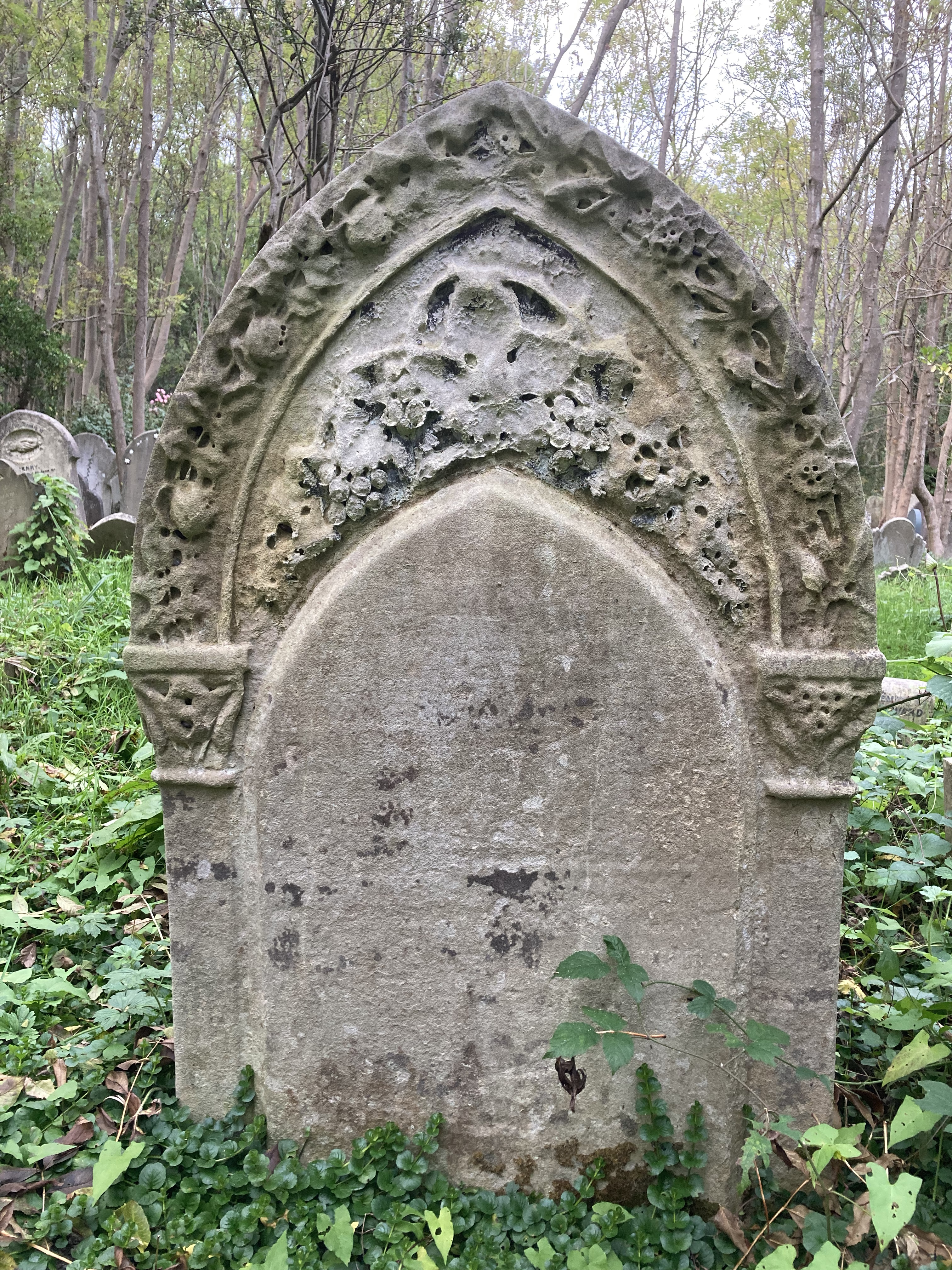
Grób Philipa Bourke Marstona na Highgate Cemetery

Philip Bourke Marston (ur. 13 sierpnia 1850, zm. 13 lutego 1887) – poeta angielski epoki wiktoriańskiej.
W wieku trzech lat częściowo stracił wzrok. W dorosłym życiu ciężko przeżył śmierć narzeczonej, bliskiego przyjaciela, dwóch sióstr i szwagra, co odbiło się w jego twórczości lirycznej. Wiersze poety zebrała i wydała po jego śmierci wierna przyjaciółka, sama pisząca wiersze, Louise Chandler Moulton. Marston tworzył między innymi sonety.